# أتسوشي واتانابي (سياسي)
أتسوشي واتانابي هو سياسي ياباني، ولد في 1952 في أيزواكاماتسو في اليابان. حزبياً، نشط في الحزب الليبرالي الديمقراطي الياباني. وقد انتخب عضو مجلس النواب من اليابان.